# گاه‌شمار قاجار
این نوشتار به رویدادهای مهم سلسله قاجار از سال ۱۷۹۶ تا ۱۹۲۵ میلادی (۱۱۷۵ تا ۱۳۰۴ خورشیدی) به صورت سالشمار اشاره دارد.

## آقامحمدخان
- ۱۷۹۶ سقوط حکومت زندیه و آغاز سلطنت آقامحمدخان قاجار

## فتحعلی شاه
- ۱۸۰۴ تا ۱۸۱۳ نخستین دوره جنگ بین ایران و امپراتوری روسیه
- ۱۸۱۳ انعقاد عهدنامه گلستان میان ایران و روسیه و جدا شدن بخش‌هایی از شمال ایران شامل قفقاز، جمهوری آذربایجان، ارمنستان، گرجستان و در ساحل دریای سیاه و محال گروزیه (کورنه) شامل چچن و اینگوش امروزی در الحاق به روسیه
- ۱۸۲۶ تا ۱۸۲۸ دومین دوره جنگ بین ایران و امپراتوری روسیه
- ۱۸۲۸ انعقاد عهدنامه ترکمانچای بین ایران و روسیه و جدا شدن سه ایالت دیگر قفقاز، یعنی ایروان، نخجوان و بخش‌های دیگری از تالش در الحاق به روسیه، محدودتر شدن حاکمیت ایران بر دریای خزر و پذیرش کاپیتولاسیون

## ناصرالدین شاه
- ۱۸۴۸ تا ۱۸۵۱ دوره صدارت امیرکبیر

## مظفرالدین شاه
- ۱۹۰۶ پیروزی انقلاب مشروطه توسط جنبش مشروطه ایران و صدور فرمان مشروطیت توسط مظفرالدین شاه
- تدوین نخستین قانون اساسی ایران و امضای آن توسط شاه و تبدیل پادشاهی مطلقه حاکم بر ایران به پادشاهی مشروطه
- تشکیل مجلس شورای ملی
- بیماری و درگذشت مظفرالدین شاه و آغاز سلطنت محمدعلی شاه

## محمدعلی شاه
- ۱۹۰۷ ترور میرزا علی‌اصغر اتابک مقابل ساختمان مجلس
- امضای متمم قانون اساسی توسط محمدعلی شاه
- اجتماع مخالفان مشروطه در میدان توپخانه به قصد حمله و تعطیلی مجلس
- سوگند محمدعلی شاه به وفاداری نسبت به مشروطه
- ۱۹۰۸ سوءقصد نافرجام به محمدعلی شاه
- کناره‌گیری احتشام‌السلطنه از ریاست مجلس
- کناره‌گیری نظام‌السلطنه از ریاست دولت
- عزیمت محمدعلی شاه به باغشاه
- به توپ بستن مجلس به دستور محمدعلی شاه و دستگیری و اعدام روزنامه‌نگاران و واعظان پناهنده در مجلس
- تصرف کل تبریز توسط مجاهدان مشروطه به رهبری ستارخان
- گردهمایی مخالفان مشروطه در باغشاه و درخواست از محمدعلی شاه برای براندازی نظام مشروطه، دستور تشکیل مجلس شورای مملکتی با اعضای انتصابی به عنوان جایگزین مجلس شورای ملی توسط محمدعلی شاه
- تصرف کل اصفهان توسط نیروهای بختیاری به رهبری صمصام‌السلطنه
- ۱۹۰۹ تصرف کل رشت توسط نیروهای مشروطه‌خواه و تشکیل کمیته ستار
- تصرف قزوین به دست نیروهای مشروطه‌خواه رشت، دستور محمدعلی شاه برای تشکیل مجلس شورای ملی با همان کیفیت سابق و حرکت نیروهای بختیاری به رهبری سردار اسعد به سمت تهران
- فتح تهران توسط مشروطه‌خواهان رشت و اصفهان، خلع محمدعلی شاه از سلطنت و انتصاب فرزندش احمد میرزا به پادشاهی، معرفی عضدالملک به عنوان نایب‌السلطنه، آغاز به کار محمدولی خان تنکابنی به عنوان رئیس دولت و وزیر جنگ، سردار اسعد بختیاری به عنوان وزیر داخله و یپرم خان به عنوان رئیس نظمیه تهران و برگزاری دادگاهی به منظور محاکمه سران ضد مشروطه و اعدام افرادی مانند فضل‌الله نوری، میرهاشم تبریزی و مفاخرالملک

## احمدشاه
- ۱۹۲۱: اعلام تشکیل ادارهٔ بلدیه در تهران و دیگر شهرها به دستور سید ضیاءالدین طباطبایی نخست‌وزیر وقت
- مذاکره ژنرال ارشد انگلیسی سر ادموند آیرونساید با فرمانده قوای قزاق رضاخان میرپنج (بعداً" رضاشاه) و توافق و تمایل برای طرح کودتا علیه دولت مرکزی قاجار (دولت فتح‌الله خان اکبر).
- سیدضیاءالدین طباطبایی ناشر روزنامه مردم‌گرای رعد به همراه رضاخان میرپنج فرمانده قوای قزاق مستقر در قزوین با طرح و ساماندهی کودتایی شهر تهران را بدون خونریزی فتح کردند.
- انتخاب سیدضیاءالدین طباطبایی به سمت نخست‌وزیری و پیرو آن انتصاب رضاخان (سردار سپه) به عنوان فرمانده قوای قزاق و کمی بعد انتصاب او به سمت وزارت جنگ.
- تقبل سمت رئیس الوزرایی توسط احمد قوام السلطنه.
- تأسیس حکومت شبه خودمختار جمهوری خراسان توسط کلنل محمدتقی خان پسیان فرمانده ژاندارمری خراسان.
- سرکوب و قتل کلنل محمدتقی خان پسیان توسط رضاخان.
- سید محمد طباطبایی از رهبران انقلاب مشروطه درگذشت.
- سرکوب میرزا کوچک خان جنگلی توسط رضاخان سردار سپه.
- شوروی و ایران توافقنامه ای امضاء کردند که طی آن امتیازات پیش از این که به شوروی داده شده بود لغو و همچنین شوروی طبق بند ۲۱ عهدنامه مکلف شد در صورت حمله کشوری دیگر به ایران، نیروهای نظامی خود را برای آزادی ایران و بیرون راندن اشغالگر گسیل دارد.
- تأسیس حوزه علمیه قم توسط شیخ عبدالکریم حائری.
- ایگناز گلدزیهر شرق‌شناس و اسلام‌شناس یهودی اهل مجارستان درگذشت.
- ۱۹۲۱–۱۹۲۳: دوره چهارم مجلس شورای ملی.
- ۱۹۲۱–۱۹۲۵: تقویت و ساماندهی مجدد ارتش توسط رضاشاه به عنوان ستون اصلی قدرت شاه پهلوی. آغاز اصلاحات اداری برای نظم و آرامش در کشور.
- ۱۹۲۲: آغاز نخست‌وزیری مشیرالدوله
- ابوالقاسم لاهوتی شاعر و نظامی ارشد و انقلابی ژاندارمری در تبریز علیه رضاخان شورش کرد ولی تحرکات او سرکوب گردید و نهایتاً وی موفق به فرار به شوروی گردید.
- روزنامه آزادیخواه و ادبی شفق سرخ توسط علی دشتی و همکاری عده ای از فرهیختگان و اهالی قلم منتشر گردید. انتشار این روزنامه تا سال ۱۹۳۵ ادامه پیدا کرد.
- شورای عالی آموزش و پرورش برای نظارت بر گسترش مدارس مدرن در تهران تشکیل شد.
- احمد قوام السلطنه نخست‌وزیری را بر عهده گرفت.
- اسماعیل آقا سمیتقو، رئیس قبیله کرد سرکش که برای مدتی بر آذربایجان غربی تسلط داشت، شکست خورد و به خاک ترکیه عقب‌نشینی کرد.
- دکتر آرتور میلسپو، کارشناس مالی آمریکایی، توسط ایران برای سازماندهی امور مالی خود به کار گرفته می‌شود. به او اختیارات گسترده‌ای اعطا می‌شود.
- قانون مدیریت مدنی برای اصلاح ادارات دولتی به تصویب مجلس شورای ملی می‌رسد.
- ۱۹۲۵–۱۹۲۲ رضاخان ناآرامی‌های قبیله ای در آذربایجان، لرستان، کردستان و فارس را با تصمیمی مصمم و بیشتر با کمک افسران مورد اعتماد دوران قزاق خود سرکوب کرد.
- ۱۹۲۳ افتتاح انستیتو پاستور در تهران.
- حسن مستوفی‌الممالک نخست‌وزیری را بر عهده گرفت.
- مشیرالدوله نخست‌وزیری را بر عهده گرفت.
- رضاخان سردار سپه نخست‌وزیری را بر عهده گرفت.
- احمدشاه برای همیشه ایران را به قصد اروپا ترک کرد.
- امپراتوری عثمانی از سرزمین‌های خود به جز ترکیه امروزی محروم می‌شود و کمال آتاتورک با حمایت ترک‌های جوان ریاست جمهوری جدید ترکیه را بر عهده می‌گیرد. متصرفات عربی سابق امپراتوری عثمانی توسط جامعه ملل تحت سلطه بریتانیا و فرانسه به چندین کشور مستقل مانند عراق، اردن، سوریه، لبنان، فلسطین، مراکش، تونس و الجزایر تقسیم می‌شود و هر کشور تحت فرمان فرانسه یا بریتانیا قرار می‌گیرند.
- پیر لوتی (متولد ۱۸۵۰)، رمان‌نویس، جهانگرد و نویسندهٔ Vers Ispahan (۱۹۰۴) درگذشت.
- ۱۹۲۴ با الهام از تغییر رژیم در ترکیه، جنبشی برای الغای سلطنت و تشکیل جمهوری با رئیس‌جمهوری رضاخان به راه افتاد. با این حال، ترس علما از احساسات ضد مذهبی در رژیم جمهوری‌خواه ترکیه منجر به تظاهرات گسترده علیه این تغییر رژیم می‌شود، اما روحانیون از ایده انتخاب رضاخان به عنوان شاه حمایت می‌کنند.
- علی اکبرخان ناظم الاطباء، پزشک ایرانی، پدر سعید نفیسی و نویسنده فرهنگ نفیسی درگذشت.
- ظهیرالدوله، والی، وزیر دربار، مشروطه خواه لیبرال، صوفی و مؤسس و رهبر معنوی انجمن اخوان درگذشت.
- سید محمدرضا میرزاده عشقی، شاعر، روزنامه‌نگار، فعال سیاسی و طنزپرداز، ناشر مجله قرن بیستم ترور و کشته شد.
- قتل سرگرد رابرت ایمبری، سرکنسول سفارت آمریکا؛ دولت از این رویداد به عنوان دستاویزی برای اعمال حکومت نظامی و دستگیری رهبران مخالفان استفاده می‌کند.
- رضاخان شیخ خزعل، حاکم خوزستان را از قدرت سلب می‌کند و خوزستان رااز کنترل او خارج می‌کند.
- درگذشت ژاک دو مورگان (زاده ۱۸۵۷)، باستان‌شناس، زمین‌شناس، مهندس عمران فرانسوی، نویسنده مأموریت علمی به قفقاز (۲ جلد، ۱۸۸۹)،

مأموریت علمی به ایران (۵ جلد، ۱۸۹۴–۱۹۰۴)، تاریخ و آثار ایران، ۱۸۹۷–۱۹۰۵ (۱۹۰۵)، کتاب راهنمای سکه‌شناسی شرقی باستان و قرون وسطی (۱۹۲۳–۱۹۳۶)
- ۱۹۲۶–۱۹۲۴ دوره مجلس پنجم شورای ملی.
- ۱۹۲۵ لغو عناوین عالی‌رتبه نظامی و تمامی القاب سنتی غیرنظامی (خان، بیگ، میرزا، امیر و غیره) و اتخاذ نام خانوادگی اجباری.
- مجلس شورای ملی، قانون تغییر تقویم ایران را از گاه‌شماری هجری خورشیدی برجی به گاه‌شماری هجری خورشیدی تصویب کرد.
- تأسیس بانک سپه، اولین بانک ایرانی
- انحصار تجارت شکر برای حمایت از ساخت راه‌آهن ایران آغاز شد.
- مجلس شورای ملی قانون سربازی اجباری را تصویب می‌کند که به‌طور گسترده توسط علما مخالفت می‌شود زیرا ایشان این قانون را نشانه افزایش نفوذ جامعه سکولار می‌دانستند.

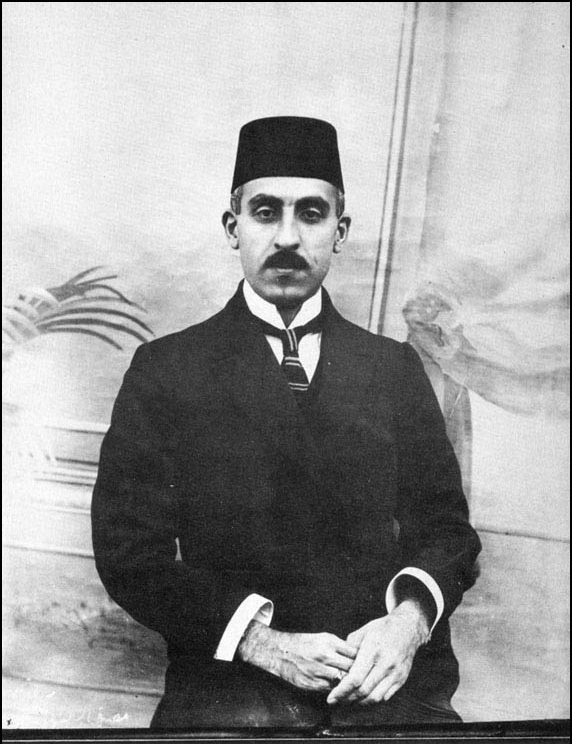
محمد مصدق نماینده مجلس شورای ملی با عزل احمدشاه مخالفت می‌کند.

- مجلس عزل احمدشاه را تصویب می‌کند. سید حسن تقی‌زاده، محمد مصدق، حسین علا و سید حسن مدرس از جمله کسانی هستند که با این اقدام مخالف بودند.
- تصویب پایان سلطنت قاجار با اکثریت آرا توسط مجلس شورای ملی